# Blousson-Sérian
Blousson-Sérian är en kommun i departementet Gers i regionen Occitanien i sydvästra Frankrike. Kommunen ligger i kantonen Marciac som tillhör arrondissementet Mirande. År 2022 hade Blousson-Sérian 34 invånare.

## Befolkningsutveckling
Antalet invånare i kommunen Blousson-Sérian
Referens:INSEE